# Thayer County
Thayer County ist ein County im Bundesstaat Nebraska der Vereinigten Staaten. Der Verwaltungssitz (County Seat) ist Hebron, das nach der biblischen Stadt in Palästina benannt wurde.

## Geographie
Das County liegt im Südosten von Nebraska, grenzt im Süden an den Bundesstaat Kansas und hat eine Fläche von 1490 Quadratkilometern, wovon 2 Quadratkilometer Wasserfläche sind. Es grenzt im Uhrzeigersinn an folgende Countys: Jefferson County, Nuckolls County und Fillmore County.

## Geschichte
Thayer County wurde 1872 gebildet. Benannt wurde es nach dem General und Gouverneur John Milton Thayer.
Zwei Bauwerke des Countys sind im National Register of Historic Places eingetragen (Stand 12. Februar 2018).

## Demografische Daten

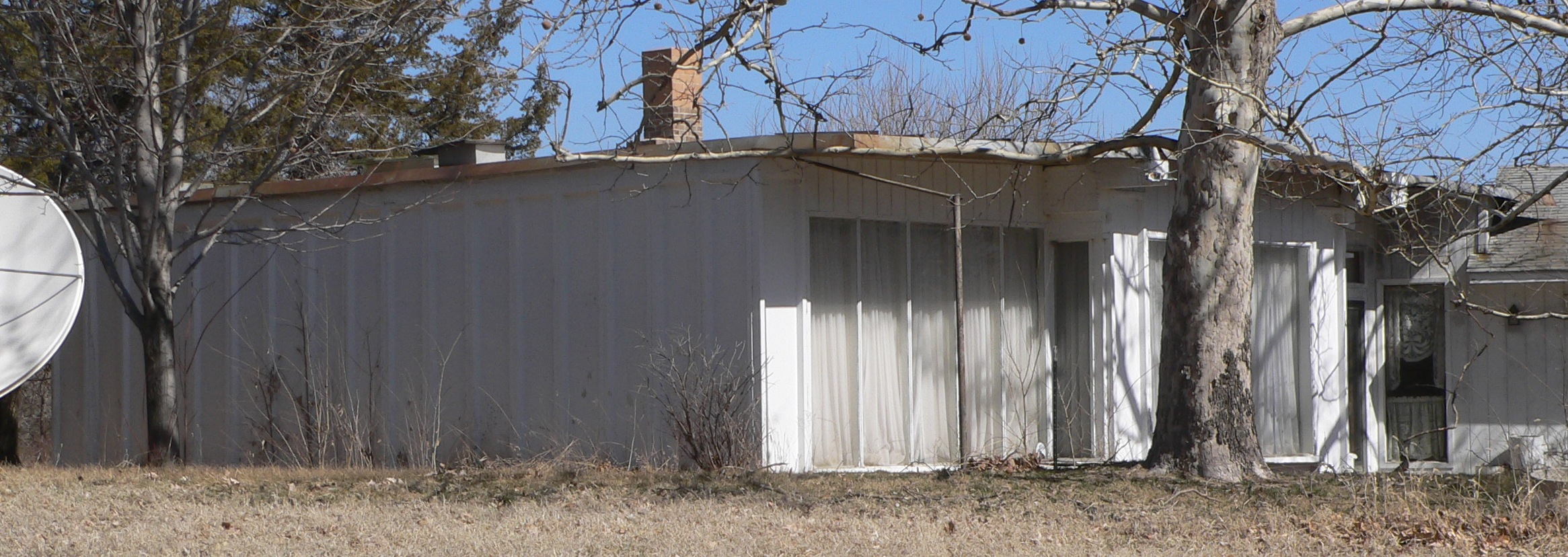
Richard E. Dill House, gelistet im NRHP

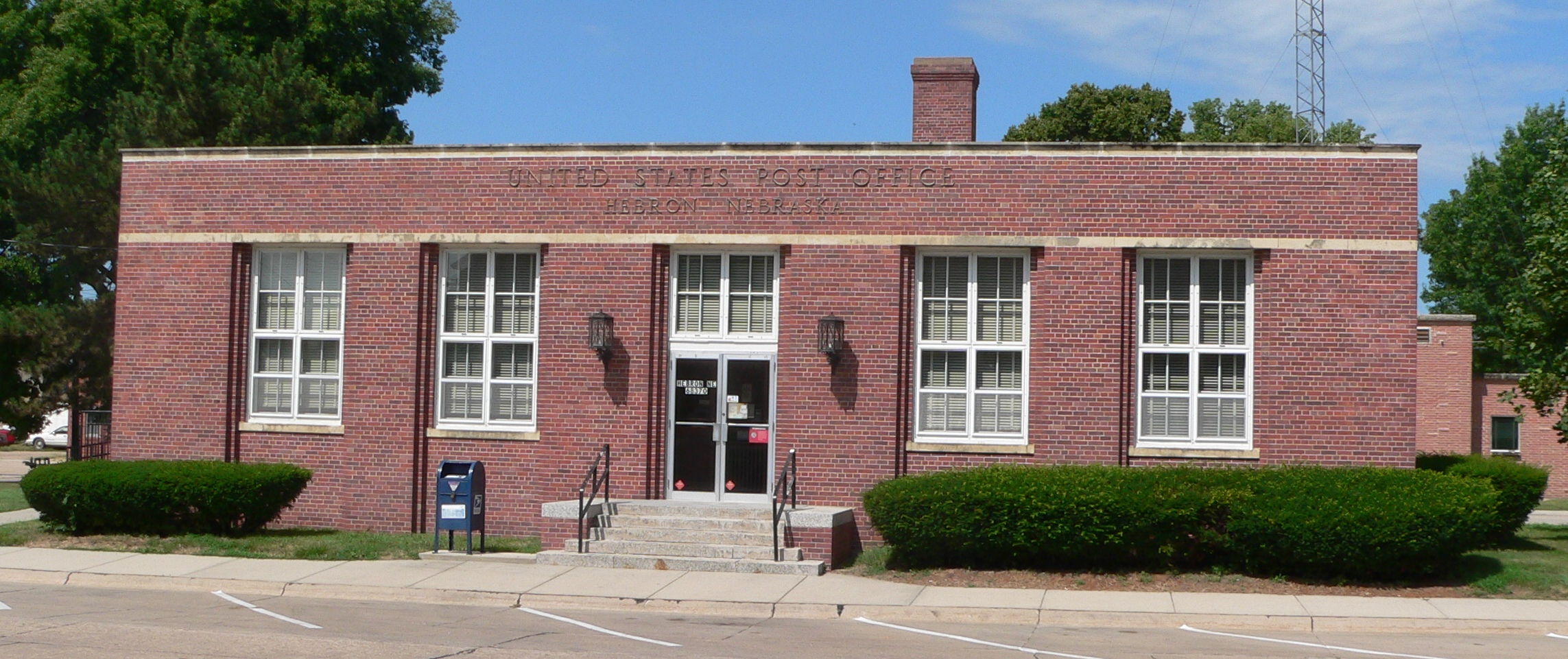
US Post Office-Hebron, gelistet im NRHP

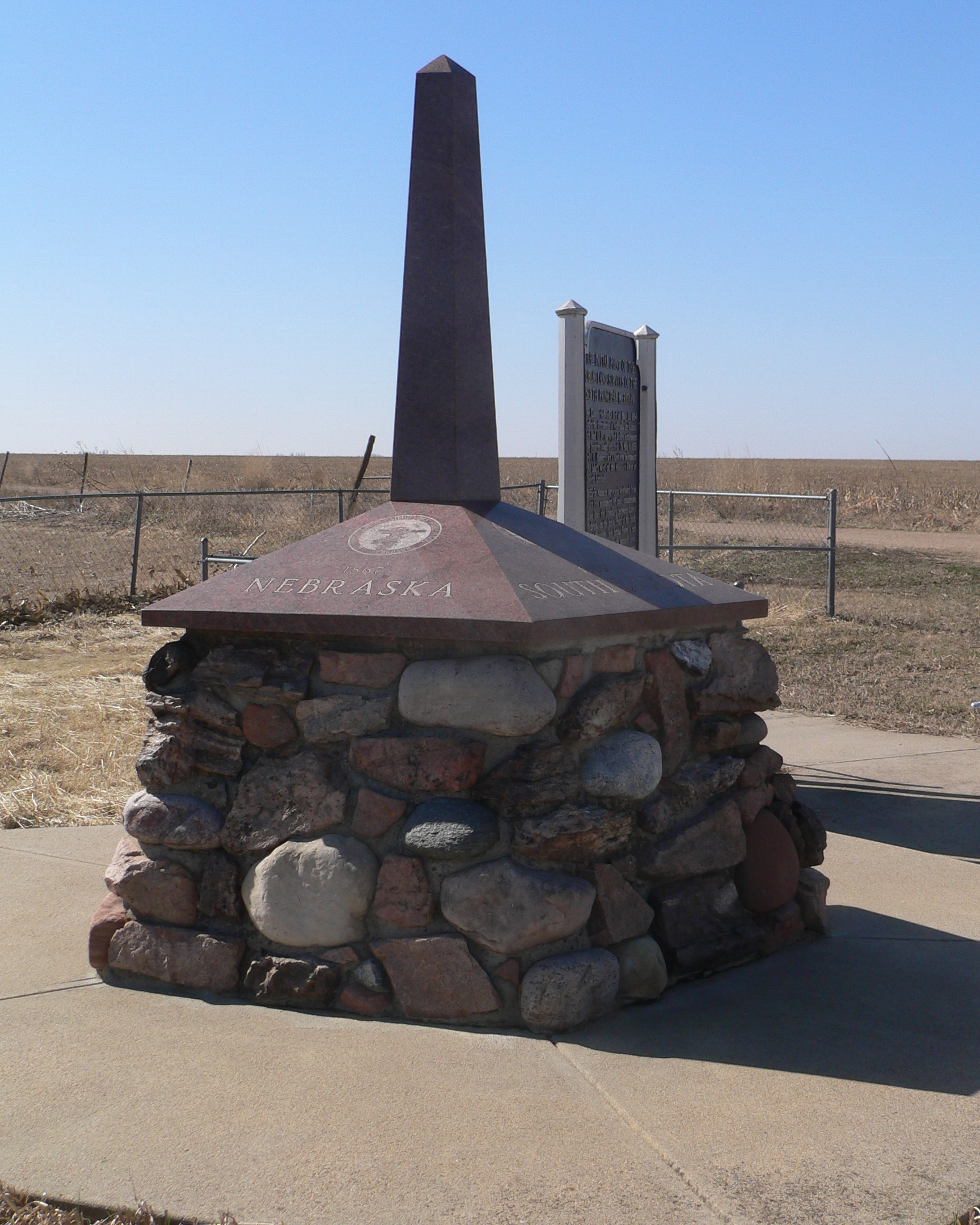
Site No. JF00-072, gelistet im NRHP

Nach der Volkszählung im Jahr 2000 lebten im Thayer County 6055 Menschen in 2541 Haushalten und 1689 Familien. Die Bevölkerungsdichte betrug 4 Einwohner pro Quadratkilometer. Ethnisch betrachtet setzte sich die Bevölkerung zusammen aus 98,70 Prozent Weißen, 0,02 Prozent Afroamerikanern, 0,28 Prozent amerikanischen Ureinwohnern, 0,12 Prozent Asiaten und 0,33 Prozent aus anderen ethnischen Gruppen; 0,56 Prozent stammten von zwei oder mehr Ethnien ab. 1,01 Prozent der Bevölkerung waren spanischer oder lateinamerikanischer Abstammung.
Von den 2541 Haushalten hatten 27,7 Prozent Kinder und Jugendliche unter 18 Jahre, die bei ihnen lebten. 58,8 Prozent waren verheiratete, zusammenlebende Paare, 5,0 Prozent waren allein erziehende Mütter, 33,5 Prozent waren keine Familien, 31,5 Prozent waren Singlehaushalte und in 18,2 Prozent lebten Menschen im Alter von 65 Jahren oder darüber. Die Durchschnittshaushaltsgröße betrug 2,31 und die durchschnittliche Familiengröße lag bei 2,90 Personen.
Auf das gesamte County bezogen setzte sich die Bevölkerung zusammen aus 24,1 Prozent Einwohnern unter 18 Jahren, 4,9 Prozent zwischen 18 und 24 Jahren, 22,3 Prozent zwischen 25 und 44 Jahren, 24,2 Prozent zwischen 45 und 64 Jahren und 24,5 Prozent waren 65 Jahre alt oder darüber. Das Durchschnittsalter betrug 44 Jahre. Auf 100 weibliche Personen kamen 95,8 männliche Personen. Auf 100 Frauen im Alter von 18 Jahren oder darüber kamen statistisch 92,8 Männer.
Das jährliche Durchschnittseinkommen eines Haushalts betrug 30.740 USD, das Durchschnittseinkommen der Familien betrug 38.346 USD. Männer hatten ein Durchschnittseinkommen von 26.964 USD, Frauen 18.275 USD. Das Prokopfeinkommen betrug 17.043 USD. 7,6 Prozent der Familien und 10,7 Prozent der Bevölkerung lebten unterhalb der Armutsgrenze. Davon waren 14,8 Prozent Kinder oder Jugendliche unter 18 Jahre und 11,0 Prozent waren Menschen über 65 Jahre.

## Orte im County
- Alexandria
- Belvidere
- Bruning
- Byron
- Carleton
- Chester
- Davenport
- Deshler
- Gilead
- Hebron
- Hubbell